# Elección para gobernador de Illinois de 2006
La elección para gobernador de Illinois de 2006 tuvo lugar el 7 de noviembre. 

## Primaria republicana

### Candidatos

#### Nominado
- Judy Baar Topinka, Tesorero de Illinois

#### Eliminado en primarias
- Bill Brady, senador estatal
- Ronald Gidwitz, empresario y expresidente de la Junta de Educación del Estado de Illinois
- Andy Martin, candidato perenne
- Jim Oberweis, propietario de Oberweis Dairy

### Resultados

Resultado de las elecciones por condado

|  | 38.15 % |

|  | 31.74 % |

|  | 18.40 % |

|  | 10.88 % |

|  | 0.83 % |

|  | 100 % |

## Primaria demócrata

### Candidatos

#### Nominado
- Rod Blagojevich, gobernador titular y exrepresentante de los EE. UU.

#### Eliminado en primarias
- Edwin Eisendrath, exconcejal de Chicago y exfuncionario del Departamento de Vivienda y Desarrollo Urbano de los Estados Unidos

### Resultados
|  | 70.84 % |

|  | 29.16 % |

|  | 100 % |

## Resultados
|  | 49.79 % |

|  | 39.26 % |

|  | 10.36 % |

|  | 100 % |

|  | 48.64 % |